# David Wasco
David Wasco (* 20. Jahrhundert) ist ein US-amerikanischer Szenenbildner, der gemeinsam mit seiner Ehefrau Sandy Reynolds-Wasco bei der Oscarverleihung 2017 einen Oscar in der Kategorie bestes Szenenbild erhielt.

## Karriere
Wascos Karriere begann 1985 als Szenenbildner in dem Film Bedrohliches Geflüster. Er arbeitete, gemeinsam mit seiner Frau, häufig für den Filmemacher Quentin Tarantino, so bei Pulp Fiction, Jackie Brown, der Kill-Bill-Reihe oder Inglourious Basterds. Im Jahr 2017 erhielt David Wasco mit seiner Frau einen Oscar, sowie eine BAFTA-Award-Nominierung für ihre künstlerische Tätigkeit bei dem Film La La Land.

## Filmografie (Auswahl)
- 1985: Bedrohliches Geflüster (Smooth Talk)
- 1992: Reservoir Dogs – Wilde Hunde (Reservoir Dogs)
- 1993: Killing Zoe
- 1994: Pulp Fiction
- 1996: Durchgeknallt (Bottle Rocket)
- 1997: Touch
- 1997: Alles aus Liebe (She’s So Lovely)
- 1997: Jackie Brown
- 1998: Rushmore
- 2000: Bounce – Eine Chance für die Liebe (Bounce)
- 2001: Heist – Der letzte Coup (Heist)
- 2001: Die Royal Tenenbaums (The Royal Tenenbaums)
- 2003: Kill Bill – Volume 1 (Kill Bill: Vol. 1)
- 2004: Kill Bill – Volume 2 (Kill Bill: Vol. 2)
- 2004: Collateral
- 2006: Das Gesicht der Wahrheit (Freedomland)
- 2008: Stop-Loss
- 2008: Redbelt
- 2009: Inglourious Basterds
- 2011: Rampart – Cop außer Kontrolle (Rampart)
- 2012: 7 Psychos (Seven Psychopaths)
- 2015: Fifty Shades of Grey
- 2016: La La Land
- 2017: Molly’s Game – Alles auf eine Karte (Molly’s Game)